# Hermann Hecht
Hermann Hecht (* 13. März 1877 in Odenheim; † 27. Februar 1969 in New York) war ein deutscher Schifffahrtsunternehmer, der in der Zeit des Nationalsozialismus enteignet wurde.

## Leben
Hermann Hecht wurde als zweitjüngstes von fünf Kindern des jüdischen Hauptlehrers und Kantors Simon Hecht geboren. Er wuchs in der Leitergasse in Gondelsheim, in einem Anbau der Synagoge auf. Hecht begann nach dem Abitur seine Ausbildung bei verschiedenen Getreideagenturen, Schifffahrts- und Speditionsgesellschaften in Mannheim und Rotterdam und avancierte als Generaldirektor der Rhenania Schiffahrts- und Speditions-Gesellschaft mbH, zu deren Gründung er gemeinsam mit seinem Bruder Jacob Hecht wesentlich beigetragen hat, zu einem der bedeutendsten deutschen Binnenschifffahrtsunternehmer.
Er gehörte dem Aufsichtsrat der Allgemeine Speditionsgesellschaft AG (Duisburg), der Rhenania Wormser Lagerhaus- und Speditionsgesellschaft mbH (Worms), der Bavaria Lagerhaus und Transportgesellschaft (München), der Münchener Lagerhaus und Transportgesellschaft (München), der Neptun Transport und Schiffahrts AG (Basel), die zum Rhenaniakonzern gehörten, sowie der Hefftschen Kunstmühle AG (Mannheim), der Herrenmühle AG (Heidelberg), der Südwestdeutschen Versicherungs-Gesellschaft AG (Mannheim), der Bayerischen Schiffbaugesellschaft mbH (Erlenbach am Main) und der C. G. Maier AG für Schiffahrt und Kommission (Mannheim) an.
Hecht war Mitglied im Vorstand des Vereins zur Wahrung der Rheinschifffahrts-Interessen (Duisburg-Ruhrort), der Westdeutschen Binnenschifffahrts-Berufsgenossenschaft und des Zentralvereins für Deutsche Binnenschifffahrt (Berlin).
1938 wurde er aus politischen Gründen zum Rücktritt gezwungen und musste sämtliche Anteile an der Rhenania-Gruppe veräußern. Im Januar 1939 verzog er nach Basel, nach Ausbruch des Zweiten Weltkriegs in die Vereinigten Staaten.
Nach 1945 stand er wieder in regem Kontakt zum Konzern und nahm an dessen Wiederaufbau regen Anteil, zuletzt als Ehrenvorsitzender des Aufsichtsrats.

## Auszeichnungen
Hecht wurde 1953 mit dem Großen Bundesverdienstkreuz ausgezeichnet. Er war Ehrenmitglied des Vereins zur Wahrung der Rheinschifffahrtsinteressen.

## Eigene Veröffentlichungen
- Die Entstehung des Rhenania-Konzern. Die ersten dreißig Jahre, Heidelberg 1983